# Passenger (музыкант)
Passenger (МФА:[ˈpæsɪndʒə], с англ. — Пассажир) — настоящее имя Майкл Дэвид Розенберг англ. Michael David Rosenberg, род. 17 мая 1984, Брайтон-энд-Хов, Восточный Суссекс, Англия, Великобритания) — британский певец, музыкант и автор текстов.

## Ранняя жизнь
Розенберг родился 17 мая 1984 года в Брайтоне в семье квакеров, матери-англичанки Джейн и отца-американца-еврея Джерарда Розенберга, родом из Вайнленда, штат Нью-Джерси. Он изучил классическую гитару в молодом возрасте и начал писать песни в 14 или 15 лет. Он бросил школу в 16 лет, чтобы продолжить музыкальную карьеру, и следующие несколько лет провел в качестве уличного музыканта в Англии и Австралии. Болеет за «Арсенал».

## Музыкальная карьера

### Группа «Passenger»
Майк Розенберг начал выступать на сцене в возрасте 16 лет. Совместно с Андрю Филлипсом он основал группу Passenger в 2003 году в своём родном городе. Группа из 5 человек записала и выпустила свой первый и единственный альбом Wicked Man’s Rest в 2007 году. Розенбергу принадлежит авторство большинства песен с альбома, за исключением песни «Four Horses», которую написал Филлипс. Группа распалась в 2009 году.

### Сольная карьера
После распада "Пассажира" Розенберг сохранил название группы в качестве своего личного сценического псевдонима и занялся сольной музыкальной карьерой. В октябре 2009 года он отправился в Австралию, где поддерживал такие группы, как Lior и Sydneysiders Elana Stone и Brian Campeau. Затем он играл на One Movement, крупном фестивале музыкальной индустрии в Перте. Это принесло ему популярность в Австралии. Его дебютный сольный альбом Wide Eyes Blind Love был выпущен в 2009 году. Он был спродюсирован и сведен бывшим коллегой по группе Эндрю Филлипсом, который также исполнял бэк-вокал, играл на гитаре и других инструментах. Вокалисткой также была Изобель Андерсон. Розенберг также выступал в Соединенном Королевстве в течение этого времени, включая слот поддержки для десятого юбилейного шоу Turin Braks в Королевском театре Друри-Лейн в Лондоне.
В 2012 году Passenger выпустил песню "Let Her Go", которая возглавила чарты в 16 странах. В 2014 году песня была номинирована на премию Brit Award за британский сингл года, а он получил премию Британской академии Ivor Novello Award.

## Дискография

### Студийные альбомы
| Название                                                                          | Детали альбома                                                                       | Высшие позиции в чартах | Высшие позиции в чартах | Высшие позиции в чартах | Высшие позиции в чартах | Высшие позиции в чартах | Высшие позиции в чартах | Высшие позиции в чартах | Высшие позиции в чартах | Высшие позиции в чартах | Высшие позиции в чартах | Продажи                                       |
| Название                                                                          | Детали альбома                                                                       | UK                      | AUS                     | AUT                     | BEL (FL)                | DEN                     | GER                     | IRL                     | NLD                     | NZ                      | SWI                     | Продажи                                       |
| --------------------------------------------------------------------------------- | ------------------------------------------------------------------------------------ | ----------------------- | ----------------------- | ----------------------- | ----------------------- | ----------------------- | ----------------------- | ----------------------- | ----------------------- | ----------------------- | ----------------------- | --------------------------------------------- |
| Wicked Man's Rest                                                                 | - Релиз: 17 сентября 2007 - Лейбл: Passenger - Формат: CD, digital download          | —                       | —                       | —                       | —                       | —                       | —                       | —                       | —                       | —                       | —                       |                                               |
| Wide Eyes Blind Love                                                              | - Релиз: 20 ноября 2009 - Лейбл: Passenger - Формат: CD, digital download            | —                       | —                       | —                       | —                       | —                       | —                       | —                       | —                       | —                       | —                       |                                               |
| Divers & Submarines                                                               | - Релиз: 30 июня 2010 - Лейбл: Passenger - Формат: CD, digital download              | —                       | —                       | —                       | —                       | —                       | —                       | —                       | —                       | —                       | —                       |                                               |
| Flight of the Crow                                                                | - Релиз: 24 сентября 2010 - Лейбл: Passenger, Inertia - Формат: CD, digital download | —                       | —                       | —                       | —                       | —                       | —                       | —                       | —                       | —                       | —                       | - ARIA: Gold[14]                              |
| All the Little Lights                                                             | - Релиз: 24 февраля 2012 - Лейбл: Black Crow - Формат: CD, digital download          | 3                       | 2                       | 6                       | 7                       | 9                       | 6                       | 2                       | 3                       | 9                       | 5                       | - BPI: Gold - ARIA: Platinum - IFPI SWI: Gold |
| Whispers                                                                          | - Релиз: 6 июня 2014 - Лейбл: Black Crow - Формат: CD, Vinyl, digital download       | 5                       | 2                       | 12                      | 8                       | 20                      | 6                       | 39                      | 3                       | 3                       | 5                       | - BPI: Gold[15] - ARIA: Gold[21]              |
|                                                                                   |                                                                                      |                         |                         |                         |                         |                         |                         |                         |                         |                         |                         |                                               |
| «—» denotes a recording that did not chart or was not released in that territory. |                                                                                      |                         |                         |                         |                         |                         |                         |                         |                         |                         |                         |                                               |

### Синглы
| Название песни                                                                    | Год  | Высшая позиция в чарте | Высшая позиция в чарте | Высшая позиция в чарте | Высшая позиция в чарте | Высшая позиция в чарте | Высшая позиция в чарте | Высшая позиция в чарте | Высшая позиция в чарте | Высшая позиция в чарте | Высшая позиция в чарте | Продажи | Альбом                |
| Название песни                                                                    | Год  | UK                     | AUS                    | AUT                    | BEL (FL)               | GER                    | IRL                    | NLD                    | NZ                     | SWE                    | SWI                    | Продажи | Альбом                |
| --------------------------------------------------------------------------------- | ---- | ---------------------- | ---------------------- | ---------------------- | ---------------------- | ---------------------- | ---------------------- | ---------------------- | ---------------------- | ---------------------- | ---------------------- | --- | --------------------- |
| «The Wrong Direction»                                                             | 2012 | —                      | —                      | —                      | —                      | —                      | —                      | —                      | —                      | —                      | —                      | | All the Little Lights |
| «Let Her Go»                                                                      | 2012 | 2                      | 1                      | 1                      | 1                      | 1                      | 1                      | 1                      | 1                      | 1                      | 1                      | - BPI: Platinum - ARIA: 5× Platinum - BEA: Platinum - IFPI SWE: 5× Platinum - IFPI SWI: Platinum - RIANZ: 2× Platinum | All the Little Lights |
| «Holes»                                                                           | 2013 | —                      | 20                     | —                      | 62                     | —                      | 19                     | 34                     | —                      | —                      | —                      | | All the Little Lights |
| «—» denotes a recording that did not chart or was not released in that territory. |      |                        |                        |                        |                        |                        |                        |                        |                        |                        |                        | |                       |

## Награды
- Independent Music Awards 2013: «Let Her Go» — Лучшая Фолк композиция[29]